# Puntius trifasciatus
Puntius trifasciatus är en fiskart som beskrevs av Kottelat, 1996. Puntius trifasciatus ingår i släktet Puntius och familjen karpfiskar. Inga underarter finns listade i Catalogue of Life.